# 光蔓茎堇菜
光蔓茎堇菜（学名：Viola diffusoides）为堇菜科堇菜属的植物，是中国的特有植物。分布在中国大陆的云南、四川等地，生长于海拔800米的地区，一般生长在山坡草地，目前尚未由人工引种栽培。